# Bernd Bergel
Bernd Bergel (geboren 24. November 1909 in Hohensalza; gestorben 2. März 1967 in Tel Aviv; Pseudonym: Dov Bargil) war ein israelischer Komponist deutscher Herkunft.

## Leben
Er wurde 1909 als Sohn von Salo Bergel und Elfride Gronemann (Schwester des Schriftstellers Sammy Gronemann) im damals preußischen Hohensalza bei Posen geboren. Er hatte zwei Schwestern: Jenny und Margarete Bergel. Als ihr Vater, ein Arzt und Naturwissenschaftler, 1913 eine Professur in Berlin erhielt, übersiedelte die Familie dorthin. Bernd Bergel erlernte von frühauf das Geigen- und Klavierspiel und begann zu komponieren. Nach dem Abitur 1924 studierte er von 1926 bis 1931 Komposition und Dirigieren an der Staatlichen Hochschule für Musik in Berlin, u. a. bei Walter Gmeindl und Julius Prüwer. An der „Rundfunk-Versuchsstelle“, die vom Rundfunk gegründet und der Hochschule angegliedert wurde, war Paul Hindemith einer seiner Lehrer. 1931–1933 studierte er Komposition in der Meisterklasse von Arnold Schönberg an der Preußischen Akademie der Künste. In dieser Zeit wurde sein Konzert für Posaune und Orchester von den Berliner Philharmonikern unter Helmut Koch uraufgeführt.
Anfang der 1930er Jahre gehörte Bergel zum Kreis um Bertolt Brecht und Hanns Eisler. Am 1. April 1933, dem Tag des ersten offiziellen Boykotts jüdischer Geschäfte, floh er nach Paris. Da es ihm aber in der französischen Hauptstadt nicht gelang, beruflich Fuß fassen, kehrte er ein Jahr später wieder zu seinen Eltern nach Berlin zurück. Hier gelang es dem Schönberg-Schüler Walter Gronostay, ihm lukrative Kompositionsaufträge für Rundfunk- und Filmmusik zu vermitteln. Gronostay reichte Bergels Auftragsarbeiten unter seinem eigenen Namen ein. So komponierte Bergel beispielsweise die Musik zu den Filmen Lady Windermeres Fächer, Die letzten Vier von Santa Cruz und Savoy Hotel 217, die offiziell als Kompositionen Walter Gronostays galten. Auf diese Weise kam es sogar dazu, dass Filmmusik aus der Feder des jüdischen Komponisten Bernd Bergel für einen Nazi-Propagandafilm benutzt wurde.
Nach Gronostays frühem Tod am 10. Oktober 1937 sah sich Bergel seiner Existenzgrundlage in Deutschland beraubt und emigrierte nach Palästina, das damals noch britisches Mandatsgebiet war. Dort arbeitete er als Komponist, Pianist und Dirigent. Zudem arbeitete er nahezu dreißig Jahre an einem philosophischen Buch. Es erschien 1966 in Tel Aviv unter dem Titel Von der Krankheit und Genesung des Seienden, oder Der zweite Sündenfall: Entwurf einer Hypothese und ihrer dialektischen Entwicklung über die metaphysischen Grundlagen des Weltgeschehens. Diese „Bekenntnisse eines jüdischen Musikers im Zeitalter irdischer Atomkern-Spaltungen“ (Untertitel) widmete er „den Trotteln, Verpatzten, mit ihrem Menschenleben nicht Fertiggewordenen, die nicht mitmachen wollen oder können an dem, was heute von Menschen auf der Erde gemacht wird“ – und er fügte hinzu: „Vielleicht sind sie die Avantgarde einer zukünftigen Menschheit.“
Als kompositorisches Hauptwerk Bergels gilt seine zweiaktige Oper Jakobs Traum, deren freitonale und expressive Klangsprache den Einfluss Schönbergs erkennen lässt. Neben atonaler Kunstmusik schrieb Bergel aber auch folkloristische „Gebrauchsmusik“, humoristische Werke wie die Serenade für Großmütter und Streichorchester und effektvolle Konzertmusik leichteren Charakters, darunter ein bei Orchestern beliebtes Divertimento für kleines Orchester.

## Werke (Auswahl)

### Opern
- Prinz Nusskracher nach dem Märchen Die Wurzelprinzessin (1921)
- Die goldene Gans (1940)
- Jakobs Traum (1958–62)

### Orchesterwerke
- Konzert für drei Klaviere (1928)
- Konzert für Posaune und Orchester (1932)
- Variationen für Orchester (1951)
- Divertimento für kleines Orchester (1957)
- Two Movements for Strings (1963)
- Ouverture joyeuse
- Prelude for Youth Orchestra
- Suite aus Jakobs Traum
- Serenade für Großmütter und Streichorchester

### Kammermusik
- Streichquartett „Jakobs Traum“ (1924)

### Vokalwerke
- Gebet eines Menschen aus dem Jahre 2100 für Bariton, Streichtrio, zwei Klaviere und Orgel (1954)
- Aus den Liedern meiner Mutter, Kantate für Mezzosopran und großes Orchester (1966)
- Lieder nach jemenitischen Melodien
- Fünf orientalische Lieder

### Filmmusiken unter dem Pseudonym Walter Gronostay
- 1935: Lady Windermeres Fächer
- 1936: Die letzten Vier von Santa Cruz
- 1936: Savoy-Hotel 217